# 27758 Michelson
27758 Michelson este un asteroid din centura principală de asteroizi.

## Descriere
27758 Michelson este un asteroid din centura principală de asteroizi. A fost descoperit pe 12 septembrie 1991 la Tautenburg de Freimut Börngen și Lutz Dieter Schmadel. Asteroidul prezintă o orbită caracterizată de o semiaxă mare de 3,03 ua, o excentricitate de 0,10 și o înclinație de 8,7° în raport cu ecliptica.